# La fuerza del poder
La fuerza del poder es una serie colombiana realizada en 1993 por la productora Coestrellas. Fue protagonizada por el primer actor Carlos Muñoz y actriz Patricia Ércole. La historia fue escrita por Bernardo Romero Pereiro y adaptación para la TV Fernando Gaitán.

## Sinopsis
La vida de Pascual Mascarella, antes Chavarro; gamonal de pueblo que usará todas sus artimañas para llegar a la cumbre del poder político, llevándose a todos por delante con tal de alcanzar fortuna. Codicioso, soberbio, mentiroso y siniestro. La falsedad y corrupción política, familiar y empresarial se evidencian desde que el perverso hombre logra casarse con Alejandra Moravia, mujer de alta sociedad, mucho menor que Pascual, convienen un matrimonio por interés social y económico, con lo que no cuentan es que terminarán entrelazados en una relación tormentosa, sin escrúpulos de odio y pasión. Además Alejandra termina fuertemente enamorada de Arturo, el hijo de su esposo, un joven loco, apostador y andrógino que a menudo se burla de las mujeres, de las leyes sociales y de las reglas familiares.
Alejandra Moravia (Patricia Ércole) queda embarazada del hombre que ama, pero éste se marcha sin saber el estado en que ha dejado a la muchacha. Para no ser objeto de señalamientos por parte de la sociedad conservadora en la que vive, Alejandra y su tía (Marta Silva) buscan un hombre que a cambio de dinero se haga pasar por el padre y el verdadero amor de la mujer embarazada durante un año. Se encuentran con Pascual Mascarella (Carlos Muñoz), un hombre sin escrúpulos dispuesto a hacer cualquier cosa por escalar entre los círculos más importantes de la sociedad.

## Elenco
- Carlos Muñoz - Pascual Mascarella
- Patricia Ércole - Alejandra Moravia
- Carlos Congote - Arturo Mascarella
- Diego Álvarez † - Flavio Chavarro
- Alejandro Buenaventura - Leonardo Moravia
- Saskia Loochkartt - Hersilia Chavarro
- Luis Eduardo Motoa - Diego Poncel
- Víctor Hugo Morant - Marcos Zubiella
- Martha Silva - Paulina Moravia
- Diana Mayorga - Barbara
- Germán Quintero - Carlos Devia
- Martha Ligia Romero - Cristina Mascarella
- Lucero Cortés - Lucia
- Luis Eduardo Arango - Jorge Balaguer
- Anna Nowicka - Nubia
- María Jimena Acosta
- Talú Quintero - Azucena de Mascarella
- Gustavo Londoño - Alberto Malagón
- Claude Pimont - Pierre Charboó
- Guillermo Villa
- Zoraida Duque
- Manuel Pachón
- Irma Cristancho - Teresa
- Humberto Arango - Oviedo
- Gustavo Angarita
- Héctor Rivas
- Iván Rodríguez - Nicolas Brando
- Andrés Felipe Martínez - Camilo Sandoval
- Durley Zapata